# Enkianthus campanulatus
Enkianthus campanulatus es una especie de arbusto perteneciente a la familia de las ericáceas. 

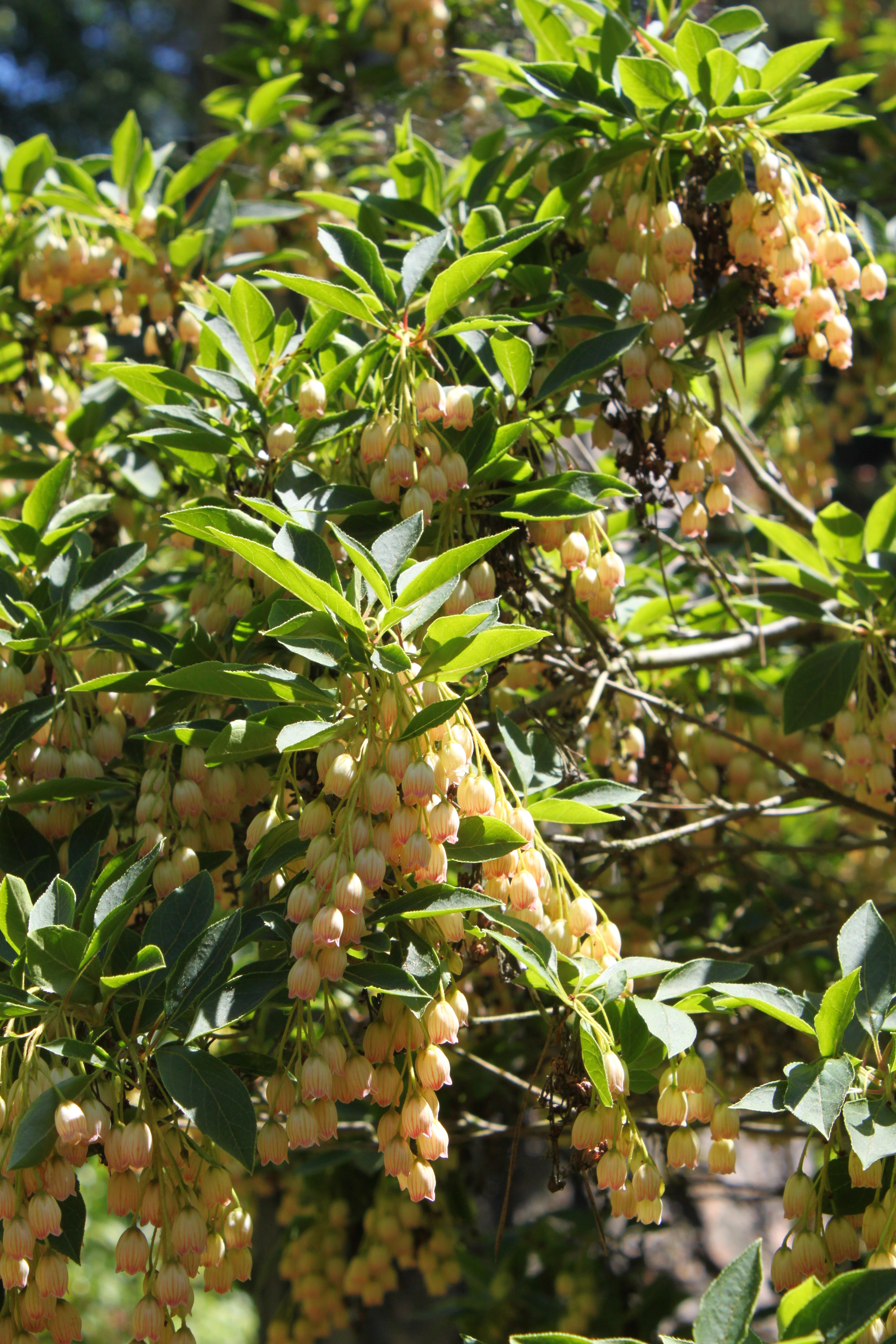
Inflorescencia

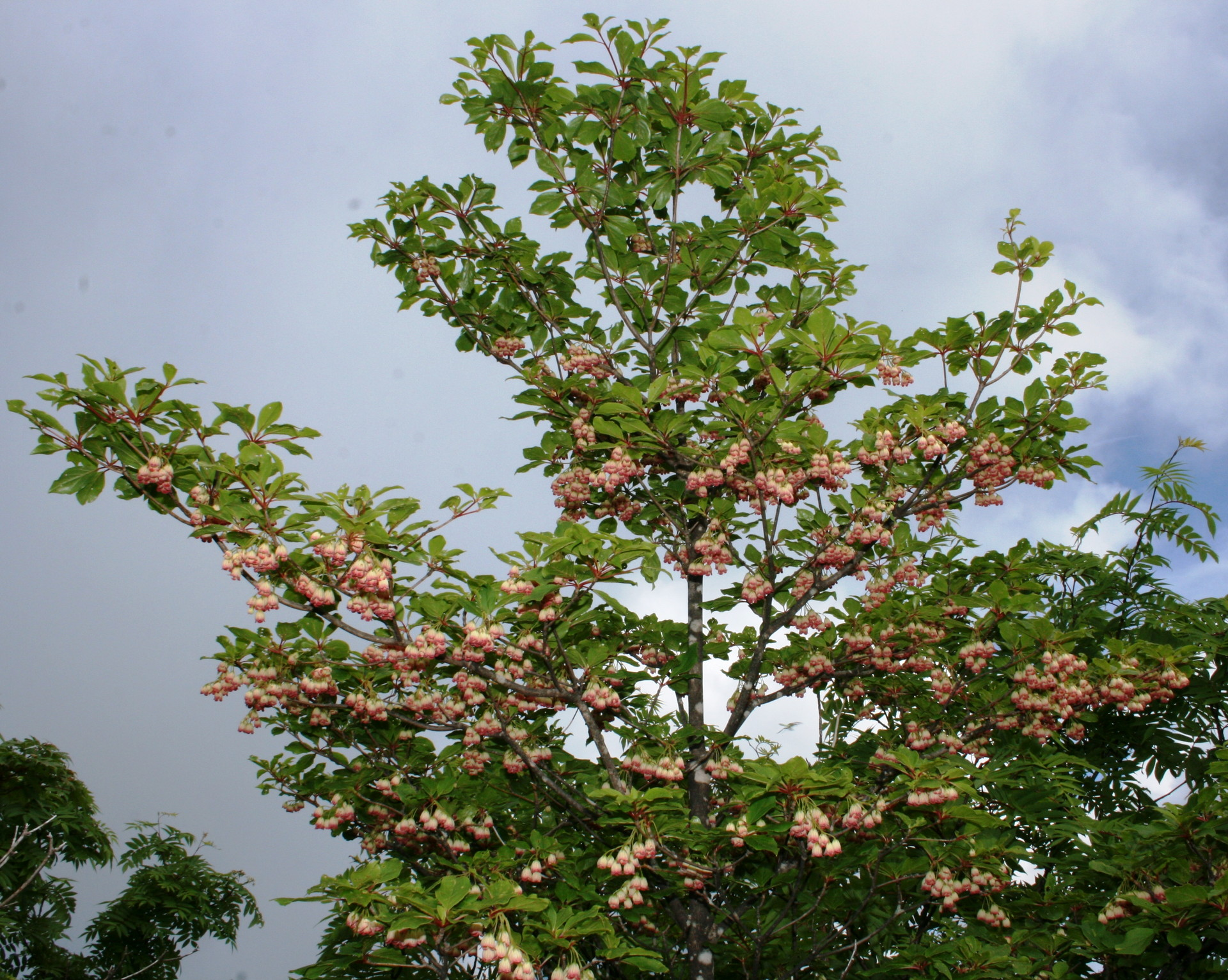
Follaje

## Descripción
Es un arbusto de tamaño mediano, con hojas estrechas, verticales. Su brillante follaje de color verde lustroso da un tono cobrizo brillante a los colores rojos del otoño. En la primavera ofrece una profusión de flores con forma de campana (campanula, "cascabel"), flores blancas con venas rojas, similares a las de las estrechamente relacionadas Pieris.
La planta fue llevada a Inglaterra por Charles Maries, quien la trajo del Japón en los tiempos de Viveros Veitch. El arbusto puede exceder las expectativas de altura bajo las circunstancias adecuadas, donde un par plantado alrededor de mediados del siglo XX alcanzó los 5 m de altura.

## Cultivo
Exposición a pleno sol y sombra parcial. Fertilizar en la primavera justo antes de que comience un nuevo crecimiento. Tiene resistencia al frío : -20 °F. Mantenga el medio uniformemente húmedo. Prefiere un suelo ácido y bien drenado.

## Taxonomía
Enkianthus campanulatus fue descrita por (Miq.) G.Nicholson y publicado en The Illustrated Dictionary of Gardening,. .. 1: 510. 1884.
Sinonimia
- Andromeda campanulata Miq.
- Enkianthus kikuchi-masaoi Mochizuki
- Enkianthus latiflorus Craib
- Enkianthus pallidiflorus Craib
- Enkianthus pendulus Craib
- Enkianthus recurvus Craib
- Enkianthus tectus Craib
- Meisteria campanulata Nakai
- Tritomodon campanulatus (Miq.) Maek. ex Hara

var. longilobus (Nakai) Makino
- Enkianthus longilobus (Nakai) Ohwi

var. palibinii (Craib) Bean
- Enkianthus ferrugineus Craib
- Enkianthus palibinii Craib
- Enkianthus rubicundus Matsum. & Nakai
- Meisteria rubicunda Nakai
- Tritomodon rubicundus (Matsum. & Nakai) Honda[5]